# Scuderia Centro Sud
La Scuderia Centro Sud è stata una squadra italiana privata di Formula 1 fondata e diretta da Mimmo Dei.

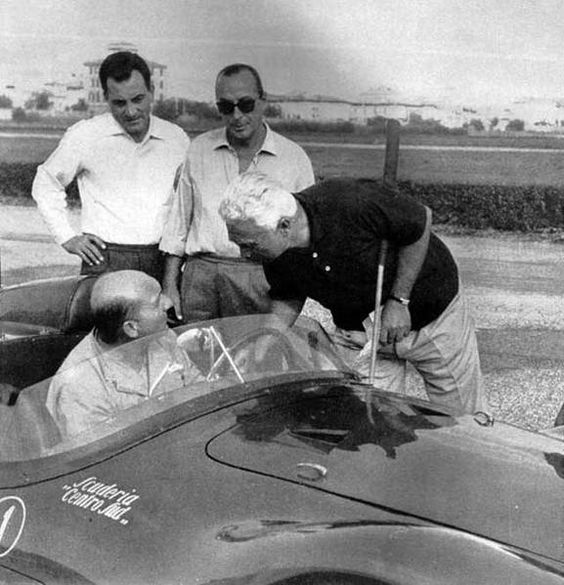
Giorgio Scarlatti, Guglielmo Dei, Piero Taruffi e Guerino Bertocchi (in auto)

## Esperienza in Formula 1
Ha partecipato in tutto a 49 gare valide per il campionato mondiale di Formula 1 dal 1956 al 1965, collezionando 24 punti e utilizzando vetture di Maserati, Cooper e BRM. Inoltre la scuderia italiana fece debuttare Maria Teresa de Filippis, la prima pilota donna ad aver preso parte a un Gran Premio di Formula 1.

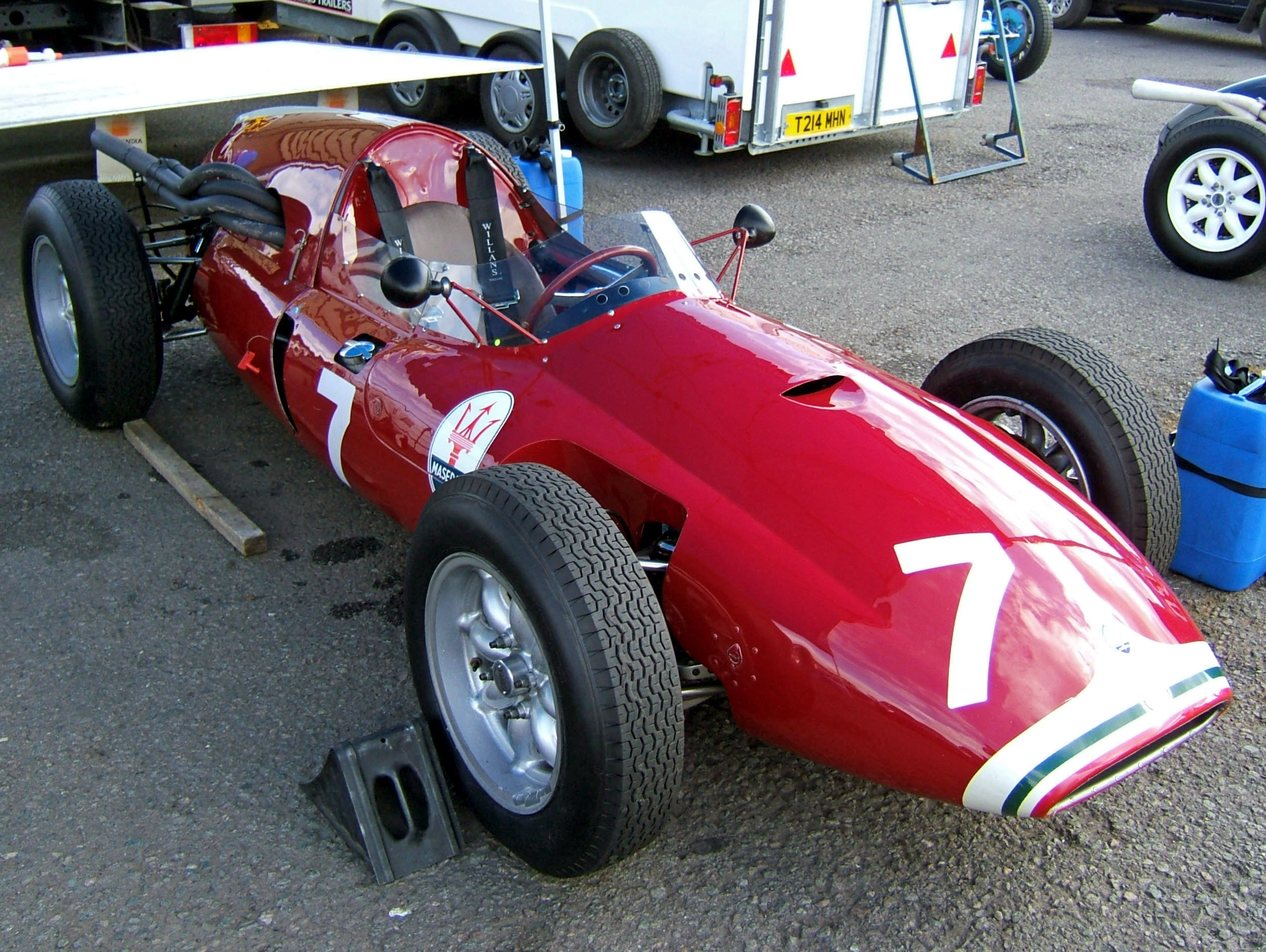
La Cooper della Scuderia Centro Sud

Altri piloti noti che hanno corso per il team sono Lorenzo Bandini, Piero Drogo, Mennato Boffa, Masten Gregory, Luigi Villoresi, Giancarlo Baghetti, Wolfgang von Trips e il barone siciliano Nicola Musmeci. Anche il pilota Lodovico Scarfiotti ha corso per questa scuderia.
| Anno | Vettura                   | Motore                                   | Gomme | Piloti         |  |    |  |   |  |  |     |   | Punti | Pos. |
| ---- | ------------------------- | ---------------------------------------- | ----- | -------------- |  | -- |  | - |  |  | --- | - | ----- | ---- |
| 1956 | Maserati 250F Ferrari 500 | Maserati 250F1 2.5 L6 Ferrari 500 2.5 L4 | P     | Chiron         |  | NQ |  |   |  |  |     |   |       |      |
| 1956 | Maserati 250F Ferrari 500 | Maserati 250F1 2.5 L6 Ferrari 500 2.5 L4 | P     | Villoresi      |  |    |  | 5 |  |  |     |   |       |      |
| 1956 | Maserati 250F Ferrari 500 | Maserati 250F1 2.5 L6 Ferrari 500 2.5 L4 | P     | Schell         |  |    |  |   |  |  | Rit |   |       |      |
| 1956 | Maserati 250F Ferrari 500 | Maserati 250F1 2.5 L6 Ferrari 500 2.5 L4 | P     | De Graffenried |  |    |  |   |  |  |     | 7 |       |      |
| 1956 | Maserati 250F Ferrari 500 | Maserati 250F1 2.5 L6 Ferrari 500 2.5 L4 | P     | Scarlatti      |  |    |  |   |  |  | Rit |   |       |      |

| Anno | Vettura                   | Motore                                   | Gomme | Piloti    |   |    |  |  |  |     |     |     | Punti | Pos. |
| ---- | ------------------------- | ---------------------------------------- | ----- | --------- | - | -- |  |  |  | --- | --- | --- | ----- | ---- |
| 1957 | Maserati 250F Ferrari 500 | Maserati 250F1 2.5 L6 Ferrari 500 2.5 L4 | P     | Schell    | 4 |    |  |  |  |     |     |     |       |      |
| 1957 | Maserati 250F Ferrari 500 | Maserati 250F1 2.5 L6 Ferrari 500 2.5 L4 | P     | Bonnier   | 7 |    |  |  |  |     | Rit | Rit |       |      |
| 1957 | Maserati 250F Ferrari 500 | Maserati 250F1 2.5 L6 Ferrari 500 2.5 L4 | P     | Gregory   |   | 3  |  |  |  | 8   | 8   |     |       |      |
| 1957 | Maserati 250F Ferrari 500 | Maserati 250F1 2.5 L6 Ferrari 500 2.5 L4 | P     | Simon     |   | NQ |  |  |  |     |     |     |       |      |
| 1957 | Maserati 250F Ferrari 500 | Maserati 250F1 2.5 L6 Ferrari 500 2.5 L4 | P     | Herrmann  |   |    |  |  |  | Rit |     |     |       |      |
| 1957 | Maserati 250F Ferrari 500 | Maserati 250F1 2.5 L6 Ferrari 500 2.5 L4 | P     | De Tomaso | 9 |    |  |  |  |     |     |     |       |      |

| Anno | Vettura       | Motore                | Gomme | Piloti      |    |    |  |  |     |     |   |     |     |     |     | Punti | Pos. |
| ---- | ------------- | --------------------- | ----- | ----------- | -- | -- |  |  | --- | --- | - | --- | --- | --- | --- | ----- | ---- |
| 1958 | Maserati 250F | Maserati 250F1 2.5 L6 | P     | Bonnier     | WD |    |  |  |     |     |   | Rit |     |     |     |       |      |
| 1958 | Maserati 250F | Maserati 250F1 2.5 L6 | P     | Gerini      |    | NQ |  |  |     |     | 9 | Rit |     | Rit | 12  |       |      |
| 1958 | Maserati 250F | Maserati 250F1 2.5 L6 | P     | Trintignant |    |    |  |  | 7   |     |   |     |     |     |     |       |      |
| 1958 | Maserati 250F | Maserati 250F1 2.5 L6 | P     | Gregory     |    |    |  |  | Rit |     |   |     |     |     |     |       |      |
| 1958 | Maserati 250F | Maserati 250F1 2.5 L6 | P     | Seidel      |    |    |  |  | Rit |     |   |     |     |     | Rit |       |      |
| 1958 | Maserati 250F | Maserati 250F1 2.5 L6 | P     | Shelby      |    |    |  |  |     | Rit | 9 |     |     | Rit |     |       |      |
| 1958 | Maserati 250F | Maserati 250F1 2.5 L6 | P     | Ruttman     |    |    |  |  |     | 10  |   | NP  |     |     |     |       |      |
| 1958 | Maserati 250F | Maserati 250F1 2.5 L6 | P     | Herrmann    |    |    |  |  |     |     |   | Rit |     |     |     |       |      |
| 1958 | Maserati 250F | Maserati 250F1 2.5 L6 | P     | Allison     |    |    |  |  |     |     |   |     | Rit |     |     |       |      |
| 1958 | Maserati 250F | Maserati 250F1 2.5 L6 | P     | De Filippis |    |    |  |  |     |     |   |     | Rit |     |     |       |      |

| Anno | Vettura                  | Motore                                     | Gomme | Piloti   |  |  |  |     |     |   |    |    |  | Punti | Pos. |
| ---- | ------------------------ | ------------------------------------------ | ----- | -------- |  |  |  | --- | --- | - | -- | -- |  | ----- | ---- |
| 1959 | Cooper T51 Maserati 250F | Maserati 250S 2.5 L4 Maserati 250F1 2.5 L6 | D     | Burgess  |  |  |  | Rit | Rit | 6 |    | 14 |  |       |      |
| 1959 | Cooper T51 Maserati 250F | Maserati 250S 2.5 L4 Maserati 250F1 2.5 L6 | D     | Davis    |  |  |  | Rit |     |   |    | 11 |  |       |      |
| 1959 | Cooper T51 Maserati 250F | Maserati 250S 2.5 L4 Maserati 250F1 2.5 L6 | D     | Herrmann |  |  |  |     | Rit |   |    |    |  |       |      |
| 1959 | Cooper T51 Maserati 250F | Maserati 250S 2.5 L4 Maserati 250F1 2.5 L6 | D     | Cabral   |  |  |  |     |     |   | 10 |    |  |       |      |
| 1959 | Cooper T51 Maserati 250F | Maserati 250S 2.5 L4 Maserati 250F1 2.5 L6 | D     | Bayardo  |  |  |  | NQ  |     |   |    |    |  |       |      |
| 1959 | Cooper T51 Maserati 250F | Maserati 250S 2.5 L4 Maserati 250F1 2.5 L6 | D     | D'Orey   |  |  |  | 10  | Rit |   |    |    |  |       |      |

| Anno | Vettura    | Motore               | Gomme | Piloti      |    |     |  |     |  |     |     |     |     |     | Punti | Pos. |
| ---- | ---------- | -------------------- | ----- | ----------- | -- | --- |  | --- |  | --- | --- | --- | --- | --- | ----- | ---- |
| 1960 | Cooper T51 | Maserati 250S 2.5 L4 | D     | Bonomi      | 11 |     |  |     |  |     |     |     |     |     |       |      |
| 1960 | Cooper T51 | Maserati 250S 2.5 L4 | D     | Menditeguy  | 4  |     |  |     |  |     |     |     |     |     |       |      |
| 1960 | Cooper T51 | Maserati 250S 2.5 L4 | D     | Gregory     |    | NQ  |  | NP  |  | 9   | 14  | Rit |     |     |       |      |
| 1960 | Cooper T51 | Maserati 250S 2.5 L4 | D     | Burgess     |    | NQ  |  |     |  | 10  | Rit |     |     | Rit |       |      |
| 1960 | Cooper T51 | Maserati 250S 2.5 L4 | D     | Trintignant |    | Rit |  | Rit |  | Rit |     |     |     | 15  |       |      |
| 1960 | Cooper T51 | Maserati 250S 2.5 L4 | D     | Cabral      |    |     |  |     |  |     |     | Rit |     |     |       |      |
| 1960 | Cooper T51 | Maserati 250S 2.5 L4 | D     | Thiele      |    |     |  |     |  |     |     |     | Rit |     |       |      |
| 1960 | Cooper T51 | Maserati 250S 2.5 L4 | D     | Von Trips   |    |     |  |     |  |     |     |     |     | 9   |       |      |

| Anno | Vettura               | Motore                 | Gomme | Piloti  |  |  |     |  |     |     |    |  | Punti | Pos. |
| ---- | --------------------- | ---------------------- | ----- | ------- |  |  | --- |  | --- | --- | -- |  | ----- | ---- |
| 1961 | Cooper T53 Cooper T51 | Maserati 6-1500 1.5 L4 | D     | Bandini |  |  | Rit |  | 12  | Rit | 8  |  |       |      |
| 1961 | Cooper T53 Cooper T51 | Maserati 6-1500 1.5 L4 | D     | Natili  |  |  |     |  | Rit |     | NP |  |       |      |

| Anno | Vettura                       | Motore                                                   | Gomme | Piloti      |  |  |  |    |   |     |    |  |    |  | Punti | Pos. |
| ---- | ----------------------------- | -------------------------------------------------------- | ----- | ----------- |  |  |  | -- | - | --- | -- |  | -- |  | ----- | ---- |
| 1963 | BRM P57 Cooper T60 Cooper T53 | BRM P56 1.5 V8 Climax FWMV 1.5 V8 Maserati 6-1500 1.5 L4 | D     | Bandini     |  |  |  | 10 | 5 | Rit |    |  |    |  |       |      |
| 1963 | BRM P57 Cooper T60 Cooper T53 | BRM P56 1.5 V8 Climax FWMV 1.5 V8 Maserati 6-1500 1.5 L4 | D     | Trintignant |  |  |  |    |   |     | 9  |  |    |  |       |      |
| 1963 | BRM P57 Cooper T60 Cooper T53 | BRM P56 1.5 V8 Climax FWMV 1.5 V8 Maserati 6-1500 1.5 L4 | D     | Solana      |  |  |  |    |   |     |    |  | 11 |  |       |      |
| 1963 | BRM P57 Cooper T60 Cooper T53 | BRM P56 1.5 V8 Climax FWMV 1.5 V8 Maserati 6-1500 1.5 L4 | D     | Cabral      |  |  |  |    |   | Rit | NQ |  |    |  |       |      |
| 1963 | BRM P57 Cooper T60 Cooper T53 | BRM P56 1.5 V8 Climax FWMV 1.5 V8 Maserati 6-1500 1.5 L4 | D     | Brambilla   |  |  |  |    |   |     | NQ |  |    |  |       |      |

| Anno | Vettura | Motore         | Gomme | Piloti   |    |    |    |  |     |     |   |    |  |  | Punti | Pos. |
| ---- | ------- | -------------- | ----- | -------- | -- | -- | -- |  | --- | --- | - | -- |  |  | ----- | ---- |
| 1964 | BRM P57 | BRM P56 1.5 V8 | D     | Maggs    | WD | NP | NP |  | Rit | 6   | 4 | WD |  |  |       |      |
| 1964 | BRM P57 | BRM P56 1.5 V8 | D     | Baghetti | WD | 10 | 8  |  | 12  | Rit | 7 | 8  |  |  |       |      |

| Anno | Vettura | Motore         | Gomme | Piloti     |  |  |     |  |    |  |    |     |  |  | Punti | Pos. |
| ---- | ------- | -------------- | ----- | ---------- |  |  | --- |  | -- |  | -- | --- |  |  | ----- | ---- |
| 1965 | BRM P57 | BRM P56 1.5 V8 | D     | Bianchi    |  |  | 12  |  |    |  |    |     |  |  |       |      |
| 1965 | BRM P57 | BRM P56 1.5 V8 | D     | Mairesse   |  |  | WD  |  |    |  |    |     |  |  |       |      |
| 1965 | BRM P57 | BRM P56 1.5 V8 | D     | Gregory    |  |  | Rit |  | 12 |  | 8  | Rit |  |  |       |      |
| 1965 | BRM P57 | BRM P56 1.5 V8 | D     | Bussinello |  |  |     |  |    |  | NQ | 13  |  |  |       |      |
| 1965 | BRM P57 | BRM P56 1.5 V8 | D     | Bassi      |  |  |     |  |    |  |    | Rit |  |  |       |      |